# Mitja guadanyeria
La Mitja guadanyeria (aranès mija gudanyeria) o pacte de convinença és una associació de caràcter familiar organitzada a la Vall d'Aran com a règim econòmic de comunitat limitada de béns que requereix pacte exprés en capítols matrimonials.
El nou Codi de Familia estableix que en tot allò que no sigui previst en els pactes de la constitució del règim s'han d'aplicar el costum de la Vall d'Aran i el capítol X del privilegi de la Querimònia.
Aquest conveni també pot ésser establert amb el pare i la mare del fill o de la filla, i àdhuc amb estranys, pactant que els béns guanyats i els que es guanyaran quedaran en comunitat mentre subsisteixi l'associació.
Els cònjuges han de contribuir per parts iguals al sosteniment de les despeses derivades del règim i el govern de la casa i han de dividir, a la mort d'un d'ells dos, si no hi ha fills, els guanys i els augments.